# Floronia
Floronia é um gênero de aranhas da família Linyphiidae descrito em 1987.